# 칼둔 알무바라크
H.E. 칼둔 칼리파 알 무바라크(H.E. Khaldoon Khalifa Al Mubarak, 아랍어: خلدون خليفة أحمد المبارك 칼둔 칼리파 알 무바라크[*] 1975년 12월 1일 ~ )은 아랍에미리트의 기업인, 정치인. 아부다비 행정청장이다. 그의 증조부인 알 셰이크 압둘아지즈 하마드 알-무바라크는 사법 학자였으며, 두바이 에미리트 최초의 학교를 설립했다.

## 생애
1975년 12월 1일 아랍에미리트 아부다비에서 출생하였다. 미국의 터프츠 대학교에서 경제금융학을 전공하였다. 아랍에미리트의 UAE 원자력공사(ENEC)의 이사장이며 무바달라 개발회사의 회장을 역임, 그리고 아부다비의 행정청 장관이다. 아랍에미리트에 건설하고 있는 한국형 원전 수출사업과 관련하여 담당자인 알 무바라크 장관과 지속적으로 논의하고 있다.
맨체스터 시티 FC 회장, 멜버른 시티 FC 회장을 역임할 때는 구단 재편성을 하였으며, 소유자로서 형편 없는 선수들을 모조리 잘라냈다.
2017년 말에 임종석 UAE 특사 파견 논란 당시 주요 인사로 꼽혔는데, UAE 왕실이 전폭적으로 신임하는 실세답게 임종석 대통령 비서실장을 현지에서 계속 만났다는게 확인되었기 때문이다. 그리고 그 직후인 2018년 1월 방한하여 문재인 대통령을 만나 UAE 왕세제의 친서를 직접 전달하면서 UAE측의 특사 역할을 했다.

## 그외 일화
- 2018년 아라비아 비즈니스 에서 선정한 세계에서 가장 영향력 있고 강력한 아랍인 100인 중 한 명으로 선정되었다.[1]

## 같이 보기
- 바라카 원자력 발전소
- 대한민국-아랍에미리트 외교 갈등 논란
- 맨체스터 시티 FC